# Drávaszabolcs
Drávaszabolcs là một thị trấn thuộc hạt Baranya, Hungary. Thị trấn này có diện tích 11,22 km², dân số năm 2010 là 667 người, mật độ 59 người/km².